# Рычажно-маятниковый расходомер

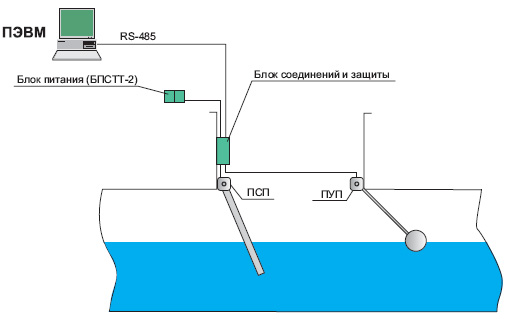
Схема рычажно-маятникового расходомера сточных вод

Рычажно-маятниковый расходомер используется для контроля и учёта безнапорных потоков жидкости в открытых и закрытых каналах (лотках). Основное применение — канализационные стоки.

## Схема действия
Принцип действия расходомера состоит в непрерывном измерении средней скорости и уровня потока. Геометрические размеры канала и поступающая информация о текущем значении уровня потока позволяет вычислять текущее значение поперечной площади сечения потока. Производительность определяется как произведение средней скорости потока на его сечение, объём потока равен произведению расхода на время измерения. Рычажно-маятниковые расходомеры осуществляют измерение как условно чистых жидкостей, не содержащих примесей, так и сильно загрязненных.
Измерение уровня потока осуществляется преобразователем уровня — рычаг с жестко закрепленным поплавком сферической формы. Второй конец рычага соединен с осью подвески. На этой же оси закреплен датчик угла, который определяет угол отклонения рычага относительно абсолютной вертикали к линии горизонта. С изменением уровня потока поплавок поднимается или опускается и, соответственно, меняется угол наклона рычага. Через значение данного угла определяется уровень жидкости в потоке.
Измерения скорости аналогично измерению уровня. Рабочий орган преобразователя скорости — поворотная лопасть, выполненная обычно из нержавеющей трубы, один конец которой закреплен на оси подвески, а второй конец свободно опущен в жидкость. На оси подшипника также закреплен датчик угла, идентичный датчику угла уровнемера. Под воздействием потока поворотная лопасть отклоняется в сторону движения потока и происходит изменение её скорости по углу её наклона. 
Свободная подвеска лопастей уровня и скорости обеспечивают их самоочистку потоком, а также высокую точность измерений параметров потока, независимо от подпоров, отложений ила или других факторов.